# ペトロヴィッチ (小惑星)
ペトロヴィッチ (3017 Petrovič) は、小惑星帯にある小惑星の一つ。アントニーン・ムルコスがクレチ天文台で発見した。
スロバキアの気象学者シュテファン・ペトロヴィッチに因んで名付けられた。